# Mistrovství světa ve florbale žen do 19 let 2018
Mistrovství světa ve florbale žen do 19 let 2018 bylo 8. ročníkem mistrovství světa juniorek. Mistrovství se konalo ve Švýcarsku, ve městech St. Gallen a Herisau.
Třetí titul v řadě a šestý celkem vyhrálo Švédsko, druhé byly Finky. Česko získalo po čtyřleté pauze potřetí bronzovou medaili.
Domácí Švýcarsko skončilo páté. Bylo to dosud nejhorší umístění švýcarské juniorské reprezentace. Naopak Polsko čtvrtým místem zopakovalo svůj největší úspěch z mistrovství v roce 2008. Slovensko mělo sestoupit po porážce Německem, ale díky rozšíření počtu účastníků na 16 týmů se dalšího mistrovství zúčastilo.

## Skupinová fáze

### Skupina A
| Poř. | Tým     | Z | V | R | P | VG | IG | +/- | B |
| ---- | ------- | - | - | - | - | -- | -- | --- | - |
| 1.   | Švédsko | 3 | 3 | 0 | 0 | 56 | 4  | +52 | 6 |
| 2.   | Česko   | 3 | 2 | 0 | 1 | 19 | 15 | +4  | 4 |
| 3.   | Norsko  | 3 | 1 | 0 | 2 | 7  | 23 | -16 | 2 |
| 4.   | Německo | 3 | 0 | 0 | 3 | 2  | 42 | -40 | 0 |

### Skupina B
| Poř. | Tým       | Z | V | R | P | VG | IG | +/- | B |
| ---- | --------- | - | - | - | - | -- | -- | --- | - |
| 1.   | Finsko    | 3 | 3 | 0 | 0 | 18 | 5  | +13 | 6 |
| 2.   | Polsko    | 3 | 2 | 0 | 1 | 10 | 13 | -3  | 4 |
| 3.   | Švýcarsko | 3 | 0 | 1 | 2 | 9  | 13 | -4  | 1 |
| 4.   | Slovensko | 3 | 0 | 1 | 2 | 8  | 14 | -6  | 1 |

## Play off
Po skupinách následovalo play off a zápasy o umístění.
|  | Semifinále | Semifinále | Semifinále |  |  | Finále      | Finále      | Finále      |
|  |            |            |            |  |  |             |             |             |
|  | 1A         | Švédsko    | 10         |  |  |             |             |             |
|  | 2B         | Polsko     | 2          |  |  |             |             |             |
|  |            |            |            |  |  |             | Švédsko     | 7           |
|  |            |            |            |  |  |             | Finsko      | 2           |
|  | 1B         | Finsko     | 4          |  |  |             |             |             |
|  | 2A         | Česko      | 1          |  |  | Třetí místo | Třetí místo | Třetí místo |
|  |            |            |            |  |  |             | Polsko      | 1           |
|  |            |            |            |  |  |             | Česko       | 3           |

### Semifinále
| 5. května 2018 18:59 | Švédsko | 10 : 2 (2:0, 6:1, 2:1) | Polsko | Athletik Zentrum, St. Gallen Návštěvnost: 388 |  |

| Zpráva |

| 5. května 2018 12:59 | Finsko | 4 : 1 (1:0, 1:0, 2:1) | Česko | Athletik Zentrum, St. Gallen Návštěvnost: 495 |  |

| Zpráva |

### Finále
| 6. května 2018 15:00 | Švédsko | 7 : 2 (2:1, 2:1, 3:0) | Finsko | Athletik Zentrum, St. Gallen Návštěvnost: 1519 |  |

| Zpráva |

### O 3. místo
| 6. května 2018 12:00 | Polsko | 1 : 3 (0:0, 1:2, 0:1) | Česko | Athletik Zentrum, St. Gallen Návštěvnost: 1113 |  |

| Zpráva |

### O 5. místo
Hrály třetí týmy ze skupin.
| 5. května 2018 16:00 | Norsko | 2 : 8 (0:4, 2:3, 0:1) | Švýcarsko | Athletik Zentrum, St. Gallen Návštěvnost: 954 |  |

| Zpráva |

### O 7. místo
Hrály čtvrté týmy ze skupin.
| 5. května 2018 10:00 | Slovensko | 4 : 5 (0:2, 1:1, 3:2) | Německo | Athletik Zentrum, St. Gallen Návštěvnost: 276 |  |

| Zpráva |

## Konečné pořadí
| Pořadí           | Tým       |
| ---------------- | --------- |
| Zlatá medaile    | Švédsko   |
| Stříbrná medaile | Finsko    |
| Bronzová medaile | Česko     |
| 4.               | Polsko    |
| 5.               | Švýcarsko |
| 6.               | Norsko    |
| 7.               | Německo   |
| 8.               | Slovensko |

## All Star tým
Členkami All Star týmu se staly:
Brankářka:  Elsi Kangasharju
Obrana:  Eliška Jurečková,  Linnea Wilhelmsson
Centr:  Frida Swahn
Útok:  Emma Stenberg,  Rikke Hansen Ingebrigtsli

## Divize B
| Pořadí | Tým         |
| ------ | ----------- |
| 9.     | Lotyšsko    |
| 10.    | Rusko       |
| 11.    | Maďarsko    |
| 12.    | Rakousko    |
| 13.    | Kanada      |
| 14.    | Austrálie   |
| 15.    | Nový Zéland |
| 16.    | USA         |